# Manfred Porkert
Manfred B. Porkert (* 16. August 1933 in Biela, später zu Tetschen, Tschechoslowakei; † 31. März 2015) war ein deutscher Sinologe, lehrte als Professor an der Universität München, befasste sich mit der Chinesischen Medizin und publizierte insbesondere zum Thema Traditionelle Chinesische Medizin.

## Leben
Porkert, geboren 1933 im Sudetenland, wurde 1957 an der Universität Sorbonne promoviert und habilitierte sich 1969 an der Ludwig-Maximilians-Universität München. Dort lehrte er ab 1970 als Universitätsdozent, ab 1975 als außerplanmäßiger und von 1978 bis 1996 als außerordentlicher Professor Chinesisch und chinesische Medizin. 1978 war Porkert Mitgründer der Societas Medicinae Sinensis (SMS), die er von 1978 bis 1984 auch präsidierte und deren Ehrenpräsident er war. Porkert lebte in Dinkelscherben.
Er verfasste zahlreiche Werke, die die Verbreitung der Traditionellen Chinesischen Medizin in der westlichen Welt förderten. Seit 1989 ist Porkert Chefredakteur des Internationalen normativen Wörterbuchs der Chinesischen Medizin (INDCM), das in Peking herausgegeben wird.
Manfred Porkert war Mitautor des von Wolfgang U. Eckart und Christoph Gradmann herausgegebenen Ärztelexikons, das 2006 in dritter Auflage erschien. Er verfasste zahlreiche Biographien prominenter chinesischer Ärzte wie beispielsweise diejenige des Li Shizhen.

## Schriften (Auswahl)
- Die theoretischen Grundlagen der chinesischen Medizin (1973)
- Lehrbuch der chinesischen Diagnostik (1976)
- Klinische chinesische Pharmakologie (1978)
- Die chinesische Medizin (1982)
- Klassische Chinesische Rezeptur (1984)
- Der Aufstand der Zauberer (1986)
- Neues Lehrbuch der chinesischen Diagnostik (1993)
- Systematische Akupunktur (1997)